# Emmelichthyidae

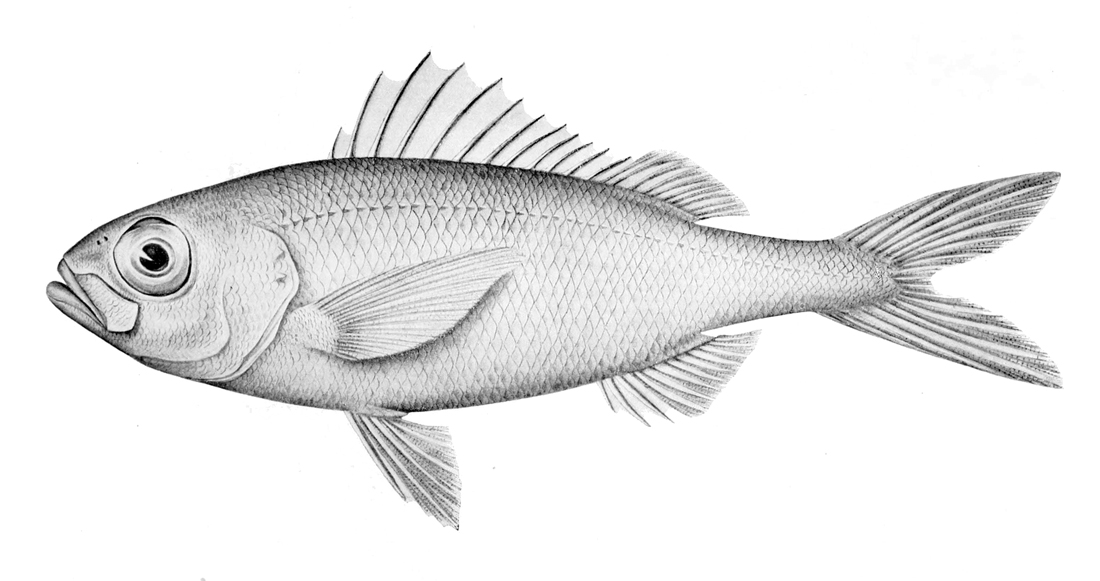
Plagiogeneion macrolepis

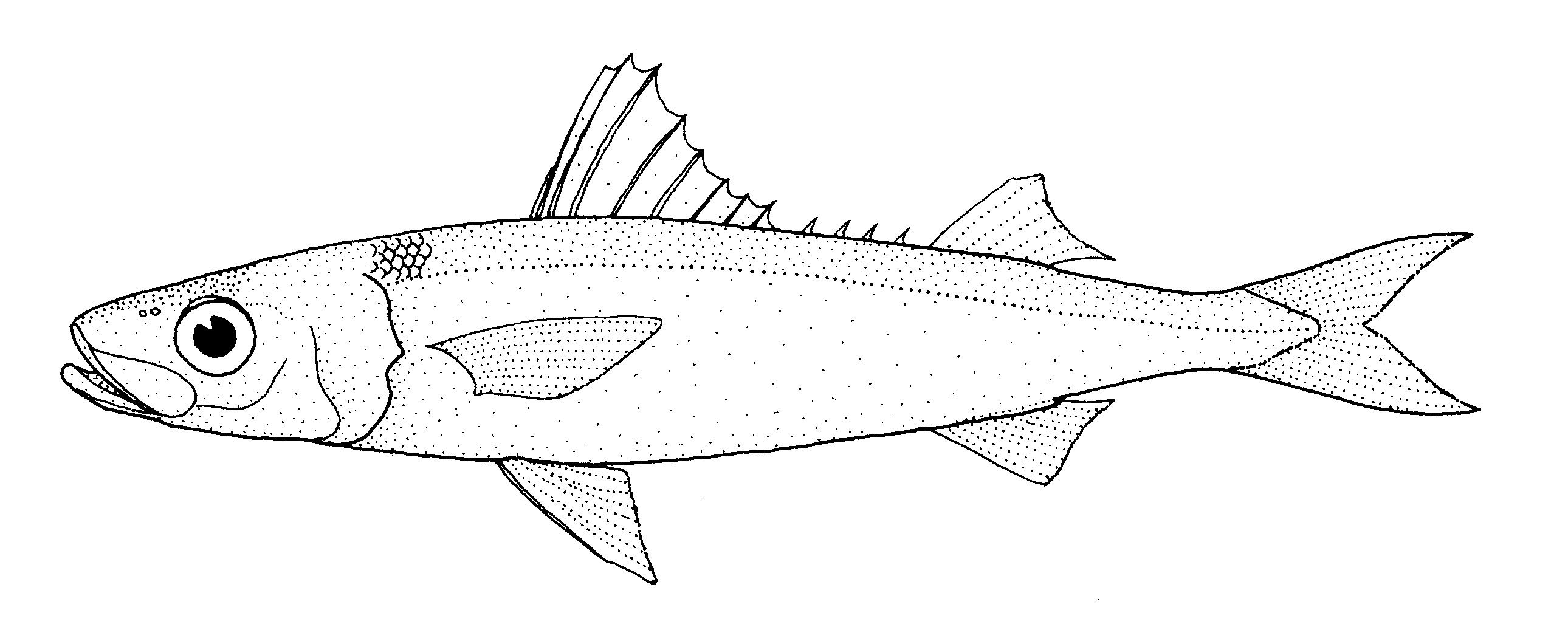
Emmelichthys nitidus

Gli Emmelichthyidae sono una famiglia di pesci ossei marini dell'ordine Perciformes.

## Distribuzione e habitat
Questi pesci sono presenti in tutti i mari e gli oceani tropicali. Sono assenti dal mar Mediterraneo.
Sono pesci demersali che vivono soprattutto nel piano circalitorale.

## Descrizione
Questi pesci, dall'aspetto relativamente anonimo, sono caratterizzati soprattutto dalla grande protrusibilità della bocca, che può essere allungata a tubo grazie alla particolare conformazione delle ossa mascellari e sopramascellari. I denti sono assenti o molto piccoli. La pinna dorsale è sempre formata da una parte anteriore spinosa e una posteriore con raggi molli, in alcune specie le due parti della pinna sono divise da una profonda intaccatura e in altre si ha una divisione completa. La pinna caudale è profondamente forcuta..
Il colore tende solitamente al rossastro.
La taglia media è di qualche decina di centimetri, la massima è di circa 60 cm..

## Specie
- Genere Emmelichthys
  - Emmelichthys elongatus
  - Emmelichthys karnellai
  - Emmelichthys nitidus
    - Emmelichthys nitidus cyanescens
    - Emmelichthys nitidus nitidus

  - Emmelichthys ruber
  - Emmelichthys struhsakeri
- Genere Erythrocles
  - Erythrocles acarina
  - Erythrocles microceps
  - Erythrocles monodi
  - Erythrocles schlegelii
  - Erythrocles scintillans
  - Erythrocles taeniatus
- Genere Plagiogeneion
  - Plagiogeneion fiolenti
  - Plagiogeneion geminatum
  - Plagiogeneion macrolepis
  - Plagiogeneion rubiginosum
  - Plagiogeneion unispina